# Терешки (Полтавская область)
Тере́шки (укр. Терешки) — село,
Терешковский сельский совет,
Полтавский район (Полтавская область),
Полтавская область,
Украина.
Код КОАТУУ — 5324085901. Население по переписи 2001 года составляло 2450 человек. Население 2309 человек.
Является административным центром Терешковского сельского совета, в который, кроме того, входит село
Копылы.

## Географическое положение
Село Терешки находится в 1,5 км от левого берега реки Ворскла, выше по течению примыкает село Копылы, ниже по течению примыкает село Зенцы.
Рядом проходят две железнодорожные ветки, станции Терешки и Копылы.

## Экономика
- ООО «Инстайл» — производство и реализация алмазного инструмента.
- ООО «Производственное предприятие Компрессорно-ремонтный механический завод».
- «Комбинат производственных предприятий», ОАО.
- «Полтава-Сад», ООО.
- ООО «Полтавский Каменяр-2002».
- ПП Компрессорно-ремонтный механический завод, ООО
- ПрАТ «Терешковский Зернокомбинат».
- ДП «Терешковский ЖБК».
- ПАО "УМС-23".

## Объекты социальной сферы
- Школа.
- Детский Сад.

## Транспорт
Две железнодорожные ветки с Полтавы на Кременчуг и Лозовую проходят через село Терешки. В черте поселка имеются три остановочных платформы:
- о.п. Терешки (линия Полтава—Кременчуг)
- о.п. 3 км и о.п. Терешки (линия Полтава—Лозовая)

Каждые 35 минут в село и из села прибывает и отходит рейсовый автобус «Полтава АС2 — Терешки АС». Так же через поселок проходят автобусные маршруты на Безручки, Никольское, Кашубовка, Миновка.